# Gert Möller
Gert Möller (* 22. Mai 1952) ist ein ehemaliger schwedischer Leichtathlet, der im Sprint und im Hürdenlauf an den Start ging. Mit der schwedischen 4-mal-392-Meter-Staffel wurde er 1974 in Göteborg Halleneuropameister.

## Sportliche Laufbahn
Gert Möller trat bei den Leichtathletik-Halleneuropameisterschaften 1974 in Göteborg international in Erscheinung und gewann dort mit der schwedischen 4-mal-392-Meter-Staffel in 3:04,55 min gemeinsam mit Michael Fredriksson, Anders Faager und Dimitrie Grama die Goldmedaille. Im Sommer schied er bei den Freiluft-Europameisterschaften in Rom mit 52,72 s in der ersten Runde im 400-Meter-Hürdenlauf aus. 
1976 wurde Möller schwedischer Meister im 400-Meter-Hürdenlauf sowie 1981 im 800-Meter-Lauf.